# Calathotarsus coronatus
Calathotarsus coronatus är en spindelart som beskrevs av Simon 1903. Calathotarsus coronatus ingår i släktet Calathotarsus och familjen Migidae. Inga underarter finns listade.